# 맷 슐즈
맷 슐즈(Matt Schulze, 1972년 7월 3일 ~ )는 미국의 배우이다.

## 출연 작품
- 분노의 질주
- 분노의 질주: 언리미티드
- 트랜스포터